# Jean-Jacques Perrey
Jean-Jacques Perrey (Amiens, 20 de janeiro de 1929 — Morges, 4 de novembro de 2016) foi um músico e produtor musical francês de música eletrônica, um pioneiro nesse gênero. É reconhecido na música popular como um membro da influente dupla musical "Perrey and Kingsley".
No Brasil, ficou conhecido por algumas de suas músicas tocarem no seriado mexicano El Chavo del Ocho.

## Biografia
Perrey nasceu em França em 1929. Ele estava estudando medicina em Paris quando conheceu George Jenny, inventor da ondiolina. Ele abandonou a faculdade de medicina e Perrey fez uma turnê Europa demonstrando este teclado predecessor para o posterior analógico sintetizador.
Aos 31 anos, Perrey mudou-se para New York, apoiado financeiramente por Caroll Bratman, que construiu para ele um laboratório experimental e um estúdio de gravação. Lá ele inventou "um novo processo para gerar ritmos com sequências e ondas", utilizando os sons ambientes da "Musique Concrete".
Ele tornou-se amigo de Robert Moog, o inventor do Moog, o primeiro sintetizador analógico comercial do mundo. Perrey se tornou um dos primeiros Moog músicos, criando música eletrônica e se tornando um dos pioneiros do gênero.

### Carreira
Em 1958 ele lançou seu primeiro álbum intitulado  Prelude au Sommeil. No mesmo ano, ele também lançou "The Alien Planet / Cybernuts". Em 1959 ele fez seu primeiro álbum em colaboração com outro compositor, neste caso com Henri Gruel no álbum  Cadmus, Le Robot de l'Espace. Ele contém apenas duas músicas, cada uma com 16 minutos de duração. No ano seguinte ele lançou o álbum  Mister Ondioline, que tem um total de quatro canções, e em 1962 ele lançou o álbum  Musique Electronique du Cosmos.
Em 1965, Perrey conheceu compositor  Americano de  Judeu -  Alemão Gershon Kingsley descendência e juntos, usando ondiolina e Perrey acena, eles criaram dois Albums para o selo Vanguard Records: 1966's  The in Sound From Way Out  e  Kaleidoscopic Vibrations: Electronic Pop Music From Way Out  de 1967. Mais tarde, em 1971, seria lançado com o nome de  Kaleidoscopic Vibrations: Spotlight on the Moog. Perrey e Kingsley também colaboraram na emissão de anúncios para rádio e televisão. Após o encerramento do grupo, vários álbuns de compilação de seus trabalhos foram lançados.

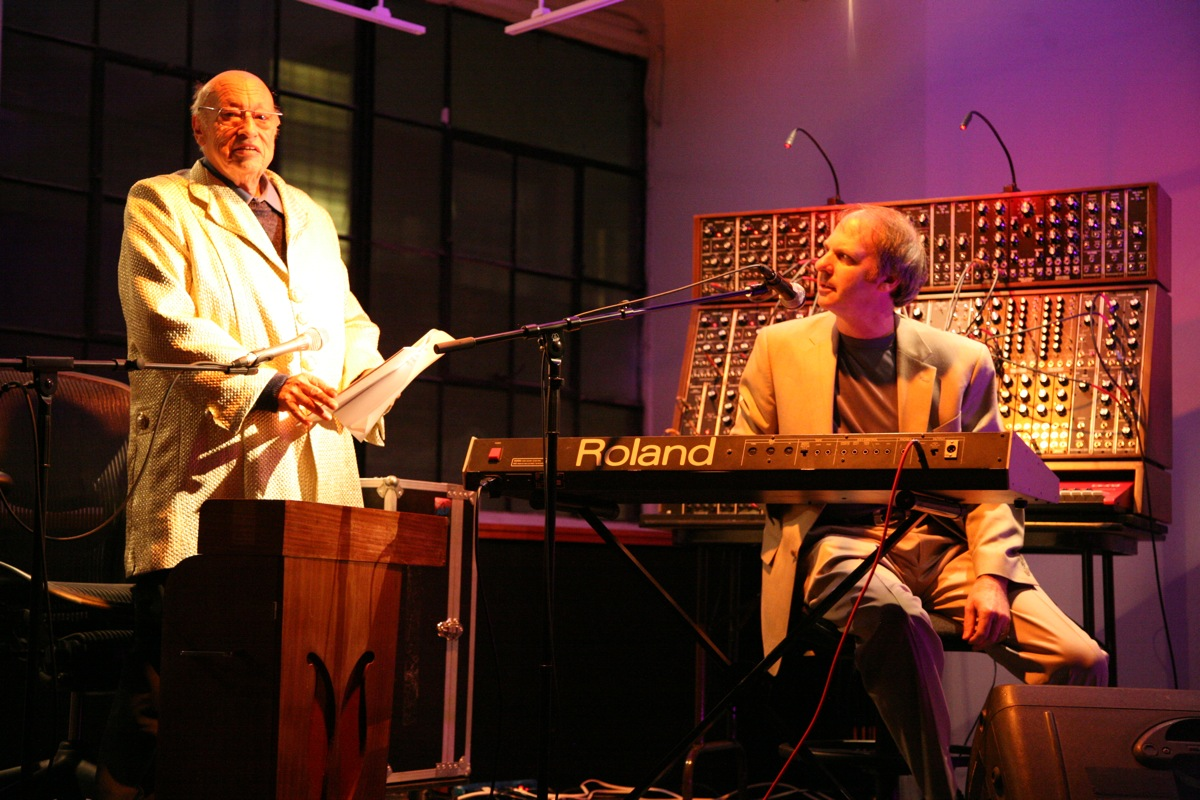
Perrey jogando com Countryman em 29 de agosto de 2006

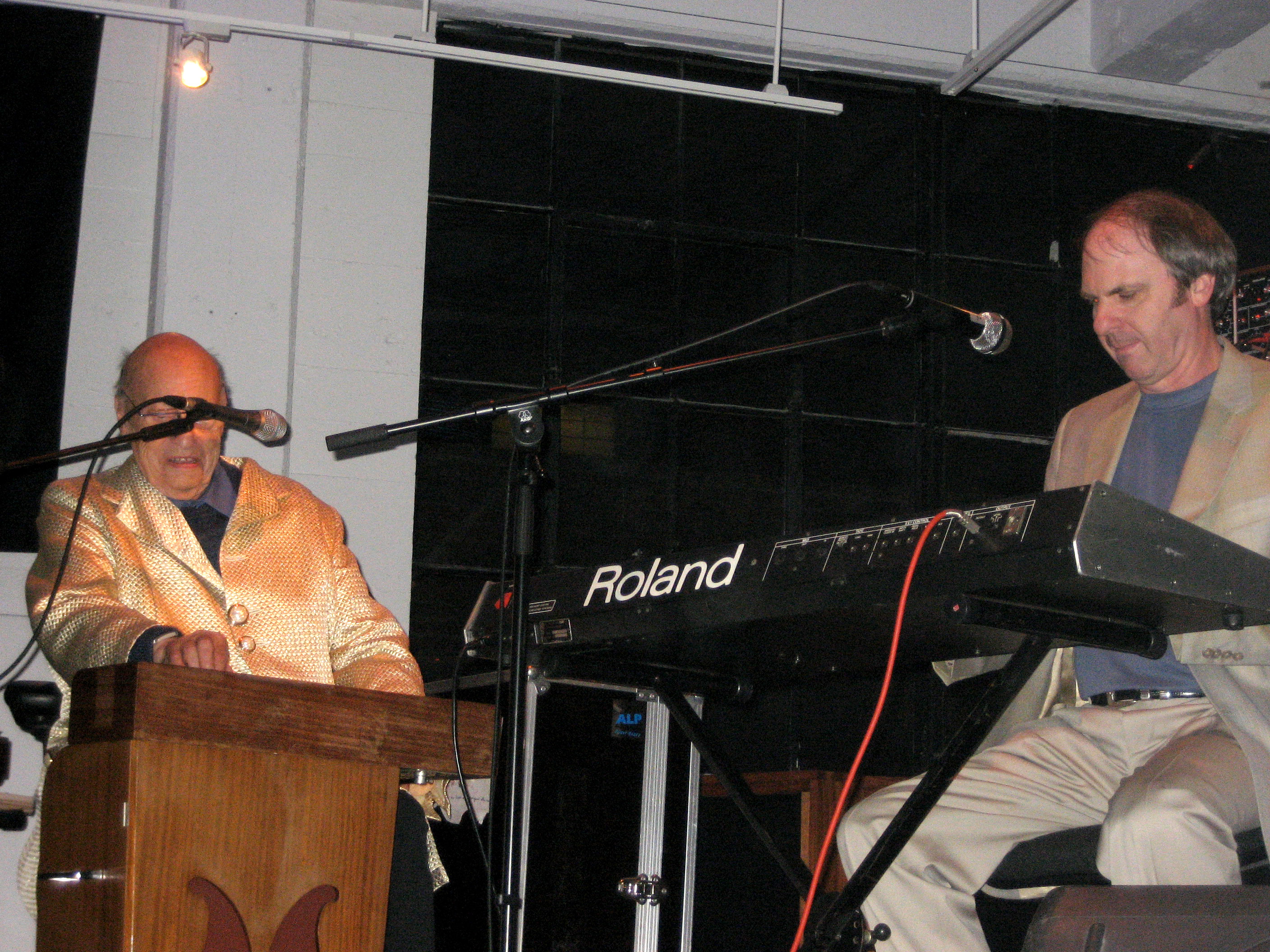
Perrey jogando com Countryman em 30 de agosto de 2006

Em 1966, Jean-Jacques Perrey e Harry Breuer se conheceram na cidade de Nova York. Os dois colaboraram para gravar algumas canções para os álbuns de 1966 "The in Sound From Way Out" e "The Amazing New Electronic Pop Sound de Jean-Jacques Perrey" "de 1968. Um ano Em seguida, eles gravaram o álbum The Happy Moog. Depois de colaborar com Breuer para o álbum mencionado, ele retornou à França em meados da década de 1970, compondo música para a televisão e desenvolvendo pesquisas médicas em sons terapêuticos para insones. Nesse mesmo ano ele criou o álbum  Moog Indigo  e em 1971 junto com sua filha Pat Prilly eles lançaram o álbum  Moog Expressions. Em 1974 ele lançou o álbum  Moog Mig Mag Moog. Em 1976 em colaboração com o compositor Gilbert Sigrist eles lançaram o álbum  Dynamoog, que já havia participado da composição de "The Rose and the Cross" do álbum "Moog Indigo". Em 1980, ele lançou o álbum  Kartoonery  em colaboração  Daniel Longuein e Guy Boyer. Em 1998 ele colaborou com a banda  Air no álbum  Moon Safari  para fazer a música "Remember".

### Últimos anos
Suas canções  You Moog Me, EVA e Baroque Hoedown foram apresentadas no documentário Moog (2004) por Hans Fjellestad, sobre o inventor americano Robert Moog.
Em 2009 ele processou a Televisa por usar suas canções sem sua autorização ou permissão, especialmente as canções The Elephant Never Forgets e Baroque Hoedown, as mais utilizadas por Chespirito em seus programas. Em 2010, eles chegaram a um acordo e a Televisa teve que compensar financeiramente Perrey por evasão de pagamentos pelo uso de suas músicas.
Apesar de Perrey já ser muito velho, ele continuou a fazer discos. Em 2010 ele lançou o álbum Froots junto com o compositor Romain Ricaud e em 2015 ele criou seu último álbum chamado ELA em colaboração com David Chazam. Perrey faleceu em 4 de novembro de 2016 na cidade de Lausanne, Suíça.

## Perrey e Chespirito
Como observação adicional, a música de Perrey foi usada muito nos programas de Roberto Gómez Bolaños, conhecido mundialmente como "Chespirito". Por exemplo: o tema "The Elephant Never Forgets", pertencente ao álbum "Moog Indigo"(1970), foi usado como tema de abertura da série "El Chavo del Ocho", conhecida no Brasil simplesmente como Chaves, e na América Latina associam muito a música com o programa. E também a música "Baroque Hoedown" (realizada em conjunto com Kingsley em 1966), que mais uma vez, foi usada como encerramento do programa "El Chapulín Colorado", conhecido no Brasil simplesmente como Chapolin.
Em 2009, Perrey descobriu que a rede de televisão mexicana  Televisa usava sua música na abertura de Chaves sem autorização e sem lhe dar os devidos créditos. Então, Perrey processou a Televisa. Em 2010, foi feito um acordo e Perrey recebeu uma indenização de um milhão de dólares.

## Morte
Jean-Jacques Perrey morreu em 4 de novembro de 2016, aos 87 anos, em decorrência de câncer de pulmão.

## Discografia

### Álbuns de estúdio
- Prelude au Sommeil  (Gravadora: Trunk Records) (Ano: 1958)
- The Alien Planet / Cybernuts  (Gravadora: Brain Discos) (Ano: 1959)
- Cadmus, Le Robot de l'Espace  (Colaboradores: Henri Gruel) (Gravadora:  Phillips (Ano: 1959 )
- Mister Ondioline  (Gravadora:  Pacífico) (Ano: 1960)
- Musique Electronique du Cosmos  (Gravadora: MusiCues) (Ano: 1962)
- The in Sound From Way Out  (Contribuintes: Gershon Kingsley) (Gravadora: Vanguard Records) (Ano: 1966)
- Kaleidoscopic Vibrations: Electronic Pop Music From Way Out  foi relançado em 1971 sob o nome Kaleidoscopic Vibrations: Spotlight on the Moog (Gravadora: Vanguard Records ) (Ano: 1967 e 1971)
- O incrível novo som pop eletrônico de Jean-Jacques Perrey  (Gravadora: Vanguard Records) (Ano: 1968)
- The happy moog  (Colaboradores: Harry Breuer) (Gravadora: Pickwick Records) (Ano: 1969)
- Moog Indigo  (Gravadora: Vanguard Records) (Ano: 1970)
- Moog Expressions  (Colaboradores: Pat Prilly) (Gravadora: Montparnasse 2000) (Ano: 1971 e 1972)
- Moog Mig Mag Moog  (Gravadora: Montparnasse 2000) (Ano: 1974)
- Dynamoog  (Colaboradores: Gilbert Sigrist) (Gravadora: Mondiophone) (Ano: 1976)
- Kartoonery  (Colaboradores: Daniel Longuein e Guy Boyer) (Gravadora: Montparnasse 2000) (Ano: 1980)
- Eclektronics  (Colaboradores: David Chazam) (Gravadora: Basenotic Records e Hollywood Records) (Ano: 1998 e 2002)
- Circus of Life  (Colaboradores: Gilbert Sigrist e OC Banks) (Gravadora: Uppm / Koka Media) (Ano: 2000 )
- Moog Sensations  (Record Company: Dare-Dare) (Ano: 2001)
- Moog  (Contribuintes: The Moog Cookbook) (Gravadora: Oglio Records) (Ano: 2006) (Álbum que compila músicas do filme de 2004  Moog)
- Moog Acid  (Contribuintes: Luke Vibert) (Gravadora: Lo Recordings) (Ano: 2007)
- Destination Space  (Colaboradores: Dana Countryman) (Gravadora: Oglio Records) (Ano: 2008)
- Froots  (Colaboradores: Cosmic Pocket) (Gravadora: Registros In-Vitro) (Ano: 2010)
- ELA  (Colaboradores: David Chazam) (Gravadora: Freaksville) (Ano: 2014)

### Álbuns de compilação
- Sintetizador Incrível  (Colaboradores: Gershon Kingsley) (Gravadora: Vanguard Records) (Ano: 1975)
- The Essential Perrey and Kingsley  (Colaboradores: Gershon Kingsley) (Gravadora: Vanguard Records) (Ano: 1988)
- Good Moog: Astral Animations and Komputer Kartoons  (Gravadora: Kosinus) (Ano: 1998)
- The Out Sound From Way In  (Contribuidores: Gershon Kingsley) (Gravadora: Vanguard Records) (Ano: 2001)
- Vanguard Visionaries: Perrey e Kingsley  (Colaboradores: Gershon Kingsley) (Gravadora: Vanguard Records) (Ano: 2007)

### Álbuns póstumos
- Jean-Jacques Perrey et son Ondioline  (Gravadora: Forgotten Futures) (Ano: 2017)
- Past Future Sound Tracks  (Ano: 2019)
- Les Folles Aventures D'omer  (Gravadora: Antes das gravações de 1962) (Ano: 2020)

## Na cultura popular
- A música "Spooks in space" foi usada para a introdução do show Uncle Bobby.
- A última música do álbum The happy moog chamada "March of the Martians" foi usada na introdução do show Hilarious House of Frightenstein.[11][12]
- A música " Chicken on the rocks" foi usada em um comercial de 1972 chamado "Bing bang going".
- A música "Les canaux de mars" foi usada no capítulo 12 da série Thunder Mask e a música "Les mysteres du cosmos" foi usada no capítulo 13 da série mencionada, ambas as músicas pertencem ao álbum Moog Expressions de 1971.
- Uma versão da música "The savers" do álbum Kaleidoscopic Vibrations: Electronic Pop Music from Way Out foi usada para a introdução de The Joker's Wild de 1972 a 1978.
- Uma versão da música Baroque Hoedown foi usada para shows da Disney Main Street Electrical Parade desde 1972,[13] em 1980, perrey percebeu que a música-título do programa era um cover por Baroque Hoedown e então disse isso.

Na década de 1970, Walt Disney Productions escolheu esta música para ser o tema do desfile elétrico. Foi extraordinário, eu não sabia porque os editores não me disseram nada, foi por acaso, em 1980, que estava lá e fiquei muito surpreso ao ouvir Barroco Hoedown para uma orquestra completa. 
Jean-Jacques Perrey

- A série Hoshi no ko Poron usou 2 temas principais para sua série, a canção "Boys and girls" como introdução e a canção "The Old Bell Ringer" como encerramento, ambas pertencentes ao álbum Moog Mig Mag Sintetizador.[14][15]
- Uma versão um pouco mais lenta da música "Mary France" do álbum The Amazing New Electronic Pop Sound de Jean-Jacques Perrey é usada nos créditos finais do jogo Doki Doki Panic.
- Nos anos 90 MTV usei a música "E.V.A." para um videoclipe.
- Em 1990, a música "E.V.A." foi usado para a música "Just to get to rep" do grupo Gang Starr álbum Step in the Arena e em 1996 foi usado para a música "Fed up (Remix)" do álbum Truth Esmagado para a Terra deve Rise Again do grupo House of Pain.[16][17]
- Em 1996 o grupo Beastie Boys lançou um álbum inspirado no álbum The in Sound From Way Out com o mesmo nome e com uma capa semelhante.
- Composer Fatboy Slim lançou um single contendo 3 versões da música "E.V.A." do álbum Moog Indigo em 1997.
- Em 1997 Smash Mouth eu usei algumas partes da música "Swan's splashdown" para a música "Walkin 'on the Sun".
- A série de TV chilena  31 minutos produzida por Aplaplac e  TVN também utilizou canções de Perrey. No capítulo 12 da segunda temporada (que se intitula "31 Minutos Educativio"), no segmento "Manualidades con Patana", a música The Mexican Cactus do Álbum The Amazing New Electronic Pop Sound of Jean-Jacques Perrey de 1968. Além disso, no capítulo 2 da quarta temporada ("Cirurgia"), durante os créditos ouve-se um instrumental que alude às composições de Jean-Jacques Perrey. Por fim, no capítulo 11 da primeira temporada ("La Gotera"), ao final há uma homenagem a Chespirito, que inclui a música The Elephant Never Forgets  tocando ao fundo (embora na distribuição ele tenha mudado sua inspiração, a marcha turca de Beethoven).[18]
- Em 2010, a música  Chicken on the rocks  do álbum The Happy Electropop Music Machine foi usada no capítulo 3 da temporada 14 da série South Park.[19]
- No episódio chamado "The Night Patty" chamado "La Cangre Nocturna" em espanhol da 11ª temporada de Bob Esponja, o tema "Blues engraçado" de 1974 é usado. A música "La bas" foi usada em um capítulo do Bob Esponja chamado "Dream Hoppers", a música "Washing machine" também foi usada no capítulo In Randomland e também no capítulo "Dream Hoppers", essas 3 músicas pertencem ao álbum Moog Mig Mag Moog. A música "Borborygmus" foi usada no capítulo "Cuddle E. Hugs" e a música "One zero zero" também foi usada na introdução do capítulo "Karen's virus". A música "Boys and girls" foi usada nos créditos finais do show Mighty B! produzido em 2008 pela rede Nickelodeon.[20]
- Em 2011 a música "Gossipo Perpetuo" foi recriada com o nome de "Perpetual Gossip" pelo usuário "Foreingwindowframe"
- A música "Perpetual Gossip" foi usada para a introdução do programa de comédia sueco Anders och Måns, uma série que foi ao ar na televisão entre 2003 e 2004.
- A música "Mary France" do álbum The Amazing New Electronic Pop Sound de Jean-Jacques Perrey foi usada para um vídeo chamado "Princess Celestia Being Deep" em 2014
- A música "The Little Ships" de The Amazing New Electronic Pop Sound de Jean-Jacques Perrey foi usada para o vídeo "Going to the store", que mais tarde se tornou viral que mais tarde outro vídeo chamado " Atrasado para o encontro "onde a música" The Mexican Cactus "do álbum The Amazing New Electronic Pop Sound de Jean-Jacques Perrey foi usada e um vídeo chamado" Missing the Bus "também foi carregado onde a música" Quatro, três, dois, um ».
- A música "Brazilian flower" foi usada em dois vídeos pelo youtuber sueco Pewdiepie, o primeiro é "Funny Montage (Bonus)" e o segundo é o capítulo 70 da série Happy Wheels. utilizar para dois vídeos chamados "Selo de Ovo - Capa de Flor Brasileira" e um vídeo "Flor Brasileira com Cores e Brinquedos". Também foi usada para a música "Banana boye" e foi usada como música tema para o meme Rainbow Bunchie.
- A música "E.V.A." foi utilizada como música de fundo nos vídeos "dispensário de Jazz" e "Monge Funky", o primeiro foi em 2017 e o segundo no ano seguinte em 2018.
- A música The Elephant Never Forgets foi usada em um vídeo do youtuber chileno Germán Garmendia em um vídeo chamado "10 coisas impossíveis para os humanos fazerem".
- Em 2019 algumas partes da música «Gossipo Perpetuo» foram utilizadas para o vídeo «Crumar».
- Em março de 2020, o turbotax usou "Barnyard em órbita" em seu comercial intitulado "Help"
- Em 7 de novembro de 2020, a Radio Universo estava transmitindo a música "E.V.A."